# Pavučina (textilní vlákna)

Pavučina zhušťovaná do pramene na muzeálním mykacím stroji

Pavučina (angl.: card web, něm.: Kardenvlies, Krempelvlies) je vrstva ojednocených textilních vláken, která vzniká na mykacím stroji sčesáváním ze snímacího válce.  Hmotnost pavučiny obnáší 5–25 g/m2, vlákna jsou asi ze ¾ orientována paralelně ve směru průchodu materiálu a ¼ je uložena náhodně v různých směrech. Soudržnost pavučiny je dána zejména tím, že na koncích asi 70 % vláken se tvoří háčky, kterými se vlákna vzájemně zaklíní. Podle tzv. háčkové teorie se převážná část z nich vyskytuje v protisměru k průchodu materiálu, na což se musí brát ohled při uspořádání procesu spřádání, především při výrobě česané bavlněné příze. 
Pravidelná kontrola vzhledu pavučiny za běhu mykacího stroje je nezbytná pro posouzení jakosti vyráběné příze. Na moderních strojích se k tomu účelu používá speciální kamera, kterou se dá zachytit a vyhodnotit až 20 snímků za sekundu. 
Z pavučiny se tvoří na mykacím stroji pramen nebo přást k dalšímu zpracování v přádelně, případně je vedena ke stroji na výrobu netkaných textilií. 